# Dieter Grossmann (Künstler)
Dieter Grossmann (* 24. April 1926 in Frankfurt an der Oder) ist ein deutscher Künstler, dessen Schwerpunkt auf der Digitalkunst liegt. Er lebt und arbeitet in Ulm.

## Leben
Von 1948 bis 1952 studierte Grossmann Kunst an der Universität der Künste Berlin bei den Professoren Wilhelm Tank und Speidel. Danach arbeitete er von 1954 bis 1991 als Grafikdesigner bei der Firma Telefunken, zuletzt als Art Director. Von 1974 bis 1992 lehrte er als Dozent an der Ulmer Volkshochschule und an der Universität Ulm. Seit 1970 ist Grossmann Mitglied im Berufsverband Bildender Künstler.
Seit 1996 hat er den Computer als sein Medium entdeckt.

## Auszeichnungen
Grossmann gewann mehrere Auszeichnungen und Preise im In- und Ausland im Bereich der traditionellen Medien und für seine Arbeiten mit dem Computer.
- 1966 Silbermedaille für Grafik-Design, Berlin/Deutschland
- 1973 Goldmedaille für Grafik-Design, Berlin/Deutschland
- 1976 Bronzemedaille "Kunst in der Medizin", Köln/Deutschland
- 1998 Erster Preis für Computer Painting in Deutschland "Tetenal Creative Inkjet Award"